# Kuzma
Kuzma este o localitate din comuna Kuzma, Slovenia, cu o populație de 376 de locuitori.